# Gumlösa
Gumlösa är en utsträckt kyrkby i Gumlösa socken i Hässleholms kommun i Skåne, belägen söder om Almaån och öster om Hässleholm.
Gumlösa kyrka ligger i anslutning till Sinclairsholms slott medan huvuddelen av byns hus ligger väster om kyrkan och slottet.